# Einschließung (Strafrecht)
Die Einschließung war eine im Entwurf eines Allgemeinen Deutschen Strafgesetzbuches aus dem Jahre 1922 (bekannt auch unter den Bezeichnungen E 1922 bzw. Entwurf Radbruch) vorgesehene besondere Strafart für Überzeugungstäter. Sie war konzeptionell mit der im Reichsstrafgesetzbuch vorgesehenen Festungshaft verwandt, verzichtete jedoch auf moralisierende Vorstellungen von einer „ehrenhaften Gesinnung“ des Täters und sollte im Gegensatz zur Festungshaft nicht auf bestimmte Straftatbestände beschränkt sein.
Der E 1922 kam nicht über den Status einer Kabinettsvorlage hinaus.
Nachdem es in der Bundesrepublik Deutschland keine Festungen mehr gab, wurde mit einer Änderung des Strafgesetzbuchs von 1953 die Bezeichnung Festungshaft durch „Einschließung“ ersetzt. Gleichzeitig sollte die Möglichkeit einer Freiheitsstrafe ohne entehrende Folgen beibehalten werden. Die Einschließung war in besonderen Anstalten oder in besonderen Abteilungen von Anstalten zu vollziehen. Beschäftigung und Lebensweise der Häftlinge wurden beobachtet. Im Strafgesetzbuch bestand eine Wahlmöglichkeit zwischen Zuchthaus bzw. Gefängnis und Festungshaft bei bestimmten politischen Straftaten wie der Nötigung von Verfassungsorganen, der Verletzung des persönlichen Lebens- und Geheimbereichs (§§ 201 ff. StGB) oder der Vollstreckung gegen Unschuldige. Außerhalb des StGB bestand eine Wahlmöglichkeit nur noch in § 21 des Pressegesetzes bei strafbaren Presseveröffentlichungen. In § 20 StGB-1953 wurde das Verhältnis zwischen Zuchthaus und Einschließung gesetzlich geregelt. Wo das Gesetz die Wahl zwischen Zuchthaus und Einschließung gestattete, durfte auf Zuchthaus nur erkannt werden, „wenn die strafbare Handlung einer ehrlosen Gesinnung entsprungen“ war. Nur bei Verurteilung zu einer Gefängnis- oder Zuchthausstrafe konnte auf den Verlust der bürgerlichen Ehrenrechte erkannt werden (§ 32 StGB-1953), nicht aber bei der Einschließung. 
An die Stelle der Einschließung trat zum 1. April 1970, im Zuge der Großen Strafrechtsreform mit Einführung des Schuldstrafrechts, die einheitliche, in einer Justizvollzugsanstalt (JVA) zu verbüßende Freiheitsstrafe. Seit 1975 verliert für die Dauer von fünf Jahren die Fähigkeit, öffentliche Ämter zu bekleiden und Rechte aus öffentlichen Wahlen zu erlangen, wer wegen eines Verbrechens zu Freiheitsstrafe von mindestens einem Jahr verurteilt wird (§ 45 StGB).